# Hans-Peter Luzius
Hans-Peter Luzius (* 29. Februar 1912 in Berlin-Steglitz; † nach 1964) war ein deutscher Mathematiker und Kryptologe. Während des Zweiten Weltkriegs arbeitete er in der Inspektion 7 Gruppe VI (In 7/VI), also der kryptanalytischen Gruppe, des Oberkommandos des Heeres (OKH) mit Sitz am Matthäikirchplatz, unweit des Bendlerblocks, in Berlin.

## Leben
Geboren als Sohn des Kaufmanns Jacob Peter Luzius, legte er am 12. März 1930 das Abitur ab und begann zum Sommersemester 1930 ein Studium an der Universität zu Berlin, ergänzt durch ein Semester (Sommersemester 1931) an der Universität Göttingen. Er bereiste 1933 das Vereinigte Königreich und kurz darauf die Vereinigten Staaten. Dort arbeitete er einige Zeit als Versicherungsmathematiker bei der Alliance Insurance Company und vervollkommnete seine Kenntnisse der englischen Sprache. Später wurde ihm ein „nahezu perfektes Englisch mit einem starken amerikanischen Akzent“ bescheinigt.
Das Staatsexamen zum Lehramt in Mathematik, Physik und Chemie schloss er im April 1936 ab. Im Jahr 1938 wurde er an der Universität zu Berlin mit der Dissertation „Methode zur näherungsweisen Berechnung des Risikoreservefonds in der Lebensversicherung unter Benutzung der Momente“ promoviert. Sein Doktorvater war Paul Riebesell (1883–1950). Im Jahr 1941 wurde er zum Kriegsdienst einberufen und fast unmittelbar ins OKH/In 7/VI versetzt. Ab dem 3. Februar 1941 arbeitete er im Referat 7 „Sicherheit eigener Verfahren“ zunächst unter Carl Boehm (1873–1958) und, nach dem Weggang von Boehm, ab April 1941 unter dessen vorherigem Stellvertreter Hans Pietsch (1907–1967).

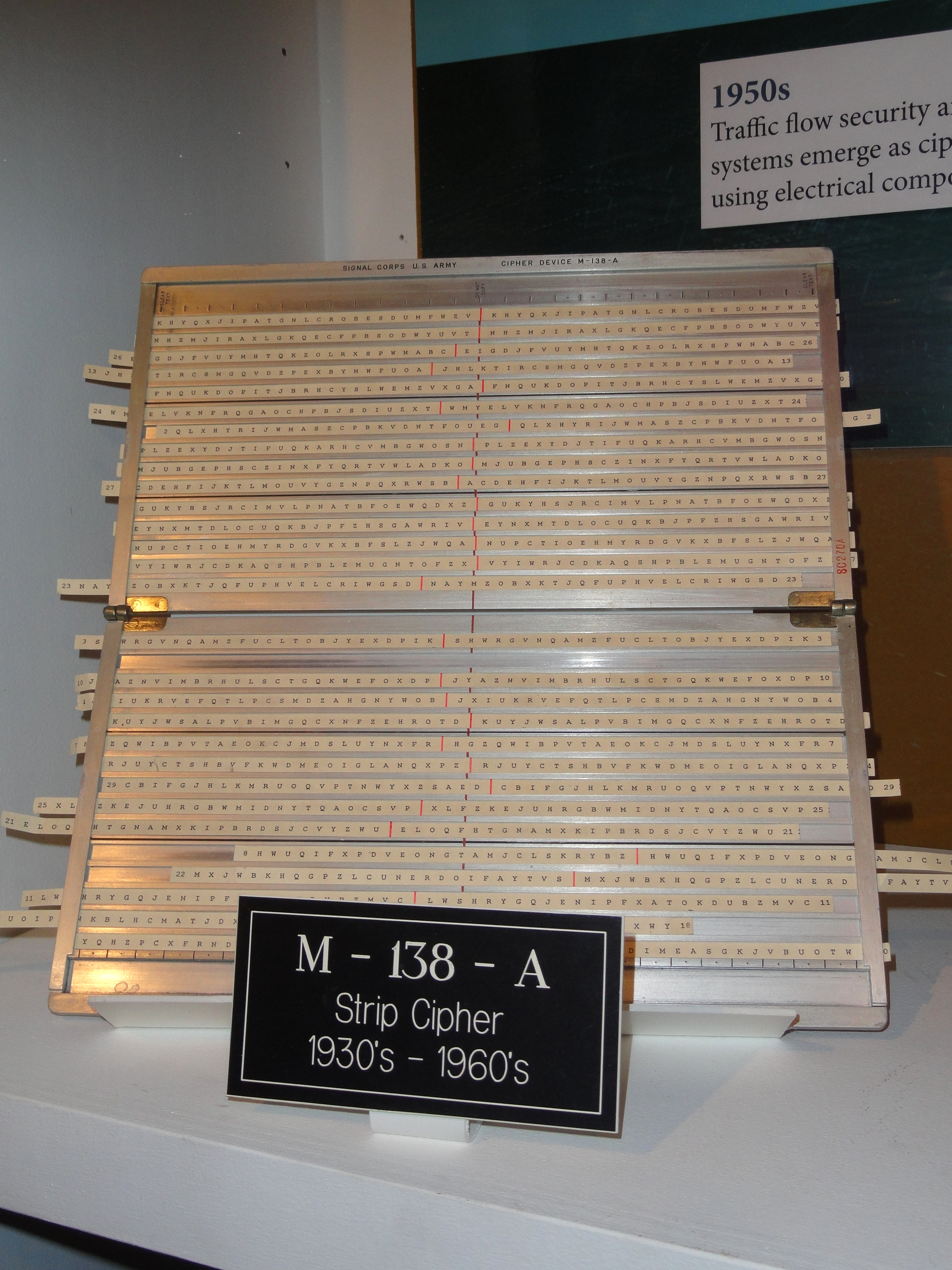
Der amerikanische Streifenschieber M-138-A verkörpert eins der Verfahren, das gebrochen werden konnte

Nach der deutschen Kriegserklärung an die Vereinigten Staaten am 11. Dezember 1941 wurde bei OKH/In 7 ein „Amerikanisches Referat“ errichtet, in das Luzius versetzt wurde. Einer seiner ersten kryptanalytischen Erfolge, die er dort erzielen konnte, war der Bruch des amerikanischen Strip Cipher (Bild) (deutsch „Streifenschieber“), das kryptographisch dem Chiffrierzylinder M-94 entsprach, jedoch anstelle der Scheiben einfache Streifen benutzte, die leichter ausgetauscht werden konnten. Es gab Verfahren unter Verwendung von 25 und mit 30 Streifen.
Im Jahr 1943 gelang es ihm zusammen mit seinen Kollegen Rudolf Kochendörffer (1911–1980), Willi Rinow (1907–1979) und Friedrich Steinberg in die M-209 einzubrechen, eine ursprünglich vom schwedischen Kryptologen Boris Hagelin (1892–1983) entwickelte Rotor-Chiffriermaschine, die während des Zweiten Weltkriegs beim US-Militär weit verbreitet war. Von deutscher Seite wurde sie als AM-1 für „Amerikanische Maschine Nr. 1“ bezeichnet.
Gegen Ende des Krieges, im Oktober 1944, wurde die Nachrichtenaufklärung des deutschen Heeres umstrukturiert und zusammengelegt. So entstand die Dienststelle des Generals der Nachrichtenaufklärung (GdNA). Unmittelbar vor Kriegsende wandten sich große Teile des OKH nach Süden mit Ziel Bad Reichenhall. Luzius hingegen verschlug es nach Norden, zuletzt nach Flensburg, wo er dann nach dem Krieg lebte. Er engagierte sich in der Deutschen Aktuarvereinigung (DAV) und verfasste in der Zeit zwischen 1956 und 1964 mehrere Veröffentlichungen.